# Френсіс на флоті
Френсіс на флоті (англ. Francis in the Navy) — американська кінокомедія 1955 року режисера Артура Любіна.

## Сюжет
Лейтенант Пітер Стірлінг дізнається, що його мула на прізвисько Френсіс реквізовано для потреб флоту. Намагаючись визволити друга, він потрапляє в халепу: береговий патруль помилково приймає його за помічника капітана і заарештовує. Тепер для нього найголовніше — довести, хто він є насправді.

## У ролях
| Актор                     | Роль                                             |
| ------------------------- | ------------------------------------------------ |
| Дональд О'Коннор          | лейтенант Пітер Стірлінг / боцман Слікер Донован |
| Марта Гайер               | Бетсі Донован                                    |
| Річард Ердман             | Мерф                                             |
| Джим Бекус                | командер Гатч                                    |
| Клінт Іствуд              | Джонесі                                          |
| Девід Дженссен            | лейтенант Андерс                                 |
| Лі Сноуден                | медсестра Епплбі                                 |
| Мартін Мілнер             | В.Т. «Рік» Ріксон                                |
| Пол Берк                  | Тейт                                             |
| Філ Гарріс                | Тоні Стовер                                      |
| Мірна Гансен              | Гелен                                            |
| Джейн Говард              | медсестра Стендіш                                |
| Вірджинія О'Брайен        | медсестра Кіттредж                               |
| Вільям Форрест            | адмірал                                          |
| Френсіс, мул що розмовляє | Френсіс                                          |